# Летние Олимпийские игры 1984

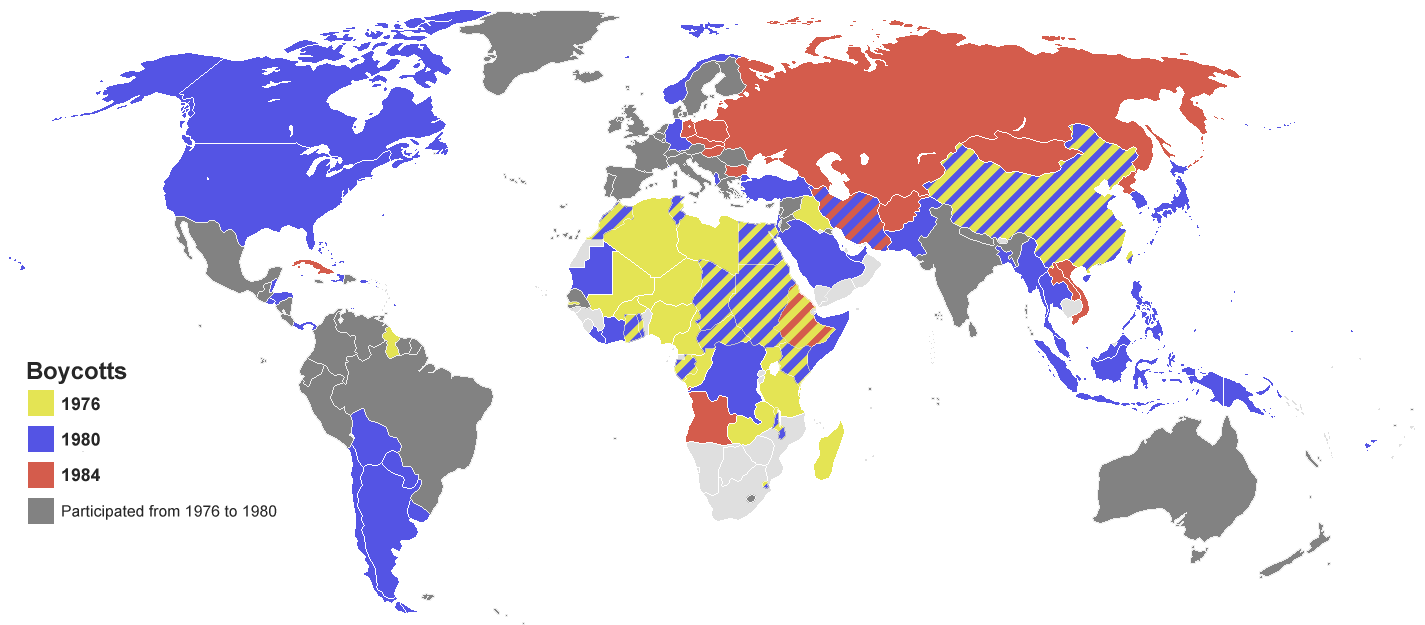
«Карта бойкота» Игр в Лос-Анджелесе 1984 года (помечено красным)

XXIII летние Олимпийские игры (англ. 1984 Summer Olympics), официальное название — Игры XXIII Олимпиады (англ. Games of the XXIII Olympiad) проводились в Лос-Анджелесе (США) с 28 июля по 12 августа 1984 года. Лос-Анджелес второй раз принимал летние Олимпийские игры после 1932 года. «Лос-Анджелес Мемориал Колизеум» остаётся единственным стадионом, на котором дважды проходила церемония открытия летних Олимпийских игр (в других случаях, когда какой-либо город повторно принимал Олимпиаду, использовались разные стадионы).
Вследствие бойкота США предыдущих Олимпийских игр 1980 года, проводившихся в Москве, эти Игры бойкотировались СССР и большинством социалистических стран (за исключением Китая, Румынии и Югославии, при этом от Румынии официально выступала делегация национального олимпийского комитета), проводивших альтернативные соревнования — «Дружба-84».

 Считать нецелесообразным участие советских спортсменов в Олимпийских играх в Лос-Анджелесе ввиду грубого нарушения американской стороной Олимпийской хартии, отсутствия должных мер обеспечения безопасности для делегации СССР и развёрнутой в США антисоветской кампании… — Из постановления Политбюро ЦК КПСС «О вопросах Олимпийских игр в Лос-Анджелес (США)» 5 мая 1984 года за подписью К. У. Черненко
Официальной причиной бойкота стал отказ организаторов Олимпиады удовлетворить требование о предоставлении гарантий безопасности делегациям из СССР и других стран Варшавского договора.
При отсутствии советских и восточногерманских спортсменов убедительную победу в общем зачёте одержали американцы, которые завоевали на 3 золотых медали больше, чем сборная СССР в 1980 году в Москве, и установили рекорд Олимпийских игр, который остается недостижимым и по сей день.
Количество волонтёров — 28 742. Журналисты — 9190 (4327 — пишущие, 4863 — телевидение и радио).
Талисманом Олимпийских игр в Лос-Анджелесе был белоголовый орлан Сэм. Белоголовый орлан является одним из символов США. Имя Сэм носит также другой символ США — дядя Сэм, у которого орлёнок «позаимствовал» цилиндр, раскрашенный в цвета американского флага.

## Экономика
Эти Олимпийские игры организовывались без финансового участия государства и были первыми, принёсшими ощутимую прибыль в размере 223 миллионов долларов. Управление деятельностью Оргкомитета было построено на принципах управления бизнесом частной компании. 
Количество спонсоров было уменьшено, но были привлечены крупные транснациональные компании, способные извлечь выгоду из использования глобального олимпийского бренда. 
Прибыльности также способствовало наличие готовой спортивной инфраструктуры и рост доходов от телевизионных трансляций.

## Статистика наград
| Летние Олимпийские игры 1984 |                  |        |         |        |       |
| Место                        | Страна           | Золото | Серебро | Бронза | Всего |
| 1                            | США              | 83     | 61      | 30     | 174   |
| 2                            | Румыния          | 20     | 16      | 17     | 53    |
| 3                            | ФРГ              | 17     | 19      | 23     | 59    |
| 4                            | Китай            | 15     | 8       | 9      | 32    |
| 5                            | Италия           | 14     | 6       | 12     | 32    |
| 6                            | Канада           | 10     | 18      | 16     | 44    |
| 7                            | Япония           | 10     | 8       | 14     | 32    |
| 8                            | Новая Зеландия   | 8      | 1       | 2      | 11    |
| 9                            | Югославия        | 7      | 4       | 7      | 18    |
| 10                           | Республика Корея | 6      | 6       | 7      | 19    |
| 11                           | Великобритания   | 5      | 11      | 21     | 37    |
| 12                           | Франция          | 5      | 7       | 16     | 28    |

## Прочие факты
Ольга Брызгина вспоминала: "До последнего  момента мы готовились к Олимпиаде в Лос-Анджелесе… И когда мы узнали, что по политическим соображениям сборная СССР не едет на Олимпийские игры в Америку, для многих спортсменов это стало личной трагедией. Ведь для кого-то из атлетов это была последняя Олимпиада..."